# Qubit

Rappresentazione geometrica astratta di un qubit

Qubit, contrazione di quantum bit, è il termine coniato da Benjamin Schumacher per indicare il bit quantistico ovvero l'unità di informazione quantistica.

## L'unità di informazione codificata
Per definire il qubit è indispensabile introdurre innanzi tutto il concetto nuovo di quanto di informazione, cioè la più piccola porzione in cui una qualsiasi informazione codificata può essere scomposta; è quindi l'unità di misura dell'informazione codificata.
Così come il bit è il quanto di informazione della computazione classica, la computazione quantistica si basa su un concetto analogo: il quantum bit. Al pari del bit, il qubit è un oggetto matematico con sue specifiche proprietà. Il vantaggio nel trattare i qubit come entità astratte risiede nella libertà di costruire una teoria generale della computazione quantistica che non dipende dagli specifici sistemi utilizzati per la sua realizzazione.

## I postulati della meccanica quantistica
I concetti relativi alla computazione quantistica e, in particolare, il concetto di qubit si basano sulla meccanica quantistica.

Il layer fisico è pertanto dotato di proprietà non osservabili nel mondo macroscopico, come la sovrapponibilità degli stati, l'interferenza, l'entanglement e l'indeterminazione.
Di seguito riportiamo i quattro postulati nella versione utile alla comprensione dell'articolo.

### Primo postulato
Il primo postulato definisce l'ambito in cui si colloca la meccanica quantistica:

### Secondo postulato
Il secondo postulato definisce come lo stato di un sistema quanto-meccanico cambia nel tempo:
Questo postulato richiede che il sistema descritto sia isolato. Ciò significa che non deve interagire in alcun modo con altri sistemi. Nella realtà ciò non accade mai perché ogni sistema (escludendo, ovviamente, l'intero universo) interagisce anche se in minima parte con altri sistemi.
Comunque ci sono un buon numero di sistemi che possono essere descritti con buona approssimazione da un sistema isolato, la cui evoluzione può, pertanto, essere descritta da operatori unitari con approssimazione altrettanto buona.
Ricordiamo che una trasformazione {\displaystyle U} è detta unitaria se {\displaystyle U^{\dagger }U=I}.

### Terzo postulato
Il terzo postulato ci dice come effettuare delle misurazioni sul sistema e in quale stato il sistema si troverà dopo tali misurazioni:
{\displaystyle p\left(m\right)=\left\langle \psi \right|M_{m}^{\dagger }M_{m}\left|\psi \right\rangle }
e lo stato del sistema dopo la misurazione è
{\displaystyle {\frac {M_{m}\left|\psi \right\rangle }{\sqrt {p\left(m\right)}}}}.
L'operatore di misurazione deve soddisfare l'equazione di completezza {\displaystyle \sum _{m}{M_{m}^{\dagger }M_{m}}=I} che esprime la condizione che la somma delle probabilità sia pari a 1 indipendentemente dallo stato del sistema cioè
{\displaystyle \sum _{m}{p\left(m\right)}=1\forall \left|\psi \right\rangle }.»

### Quarto postulato
Il quarto ed ultimo postulato ci dice come costruire lo spazio degli stati di un sistema composto a partire dallo spazio degli stati che lo compongono:

## Proprietà del qubit
Le proprietà di un qubit discendono dai postulati della meccanica quantistica.
Di seguito ne elenchiamo le principali. 
Per una trattazione più dettagliata si faccia riferimento alla bibliografia.

### Il qubit è un vettore
In accordo col primo postulato, un qubit è rappresentato da un vettore unitario di uno spazio di Hilbert.
Così come il bit classico ammette due stati, cioè lo stato {\displaystyle (0)} e lo stato {\displaystyle (1)}, altrettanto accade al qubit. Per analogia con il caso classico chiameremo questi due stati {\displaystyle \left|0\right\rangle } e {\displaystyle \left|1\right\rangle }. Ma grazie al principio di sovrapposizione, che emerge dal primo postulato, è anche possibile combinare linearmente i due stati {\displaystyle \left|0\right\rangle } e {\displaystyle \left|1\right\rangle } per ottenere lo stato di sovrapposizione:
{\displaystyle \left|\psi \right\rangle =a\left|0\right\rangle +b\left|1\right\rangle }
in cui {\displaystyle a} e {\displaystyle b} sono due numeri complessi tali per cui
{\displaystyle \left|a\right|^{2}+\left|b\right|^{2}=1}.
Detto in altri termini, lo stato di un qubit è un vettore unitario dello spazio degli stati hilbertiano di dimensione 2 in cui gli stati speciali {\displaystyle \left|0\right\rangle } e {\displaystyle \left|1\right\rangle } formano una base ortonormale detta base computazionale.
Nel caso classico è sempre possibile esaminare un bit per determinare se esso sia nello stato {\displaystyle (0)} o nello stato {\displaystyle (1)}. Di converso, nel caso quantistico, non è possibile esaminare un qubit per determinarne lo stato, cioè per determinare i due coefficienti {\displaystyle a} e {\displaystyle b}.
Il terzo postulato ci dice che è possibile acquisire una quantità più limitata di informazioni relative allo stato quantistico. Quando misuriamo lo stato di un qubit possiamo ottenere il risultato {\displaystyle \left|0\right\rangle } con una probabilità {\displaystyle \left|a\right|^{2}} o il risultato {\displaystyle \left|1\right\rangle } con probabilità {\displaystyle \left|b\right|^{2}}.
Proviamo ad applicare le regole dettate dal terzo postulato in questo semplice ma significativo caso. Abbiamo già visto che la misurazione può avere soltanto due esiti definiti dai due operatori di misurazione {\displaystyle M_{0}=\left|0\right\rangle \left\langle 0\right|,M_{1}=\left|1\right\rangle \left\langle 1\right|}.
Notiamo che ogni operatore di misurazione è hermitiano {\displaystyle (M^{\dagger }=M)} e che {\displaystyle M_{0}^{2}=M_{0},M_{1}^{2}=M_{1}} e ciò ci garantisce che la condizione di completezza è soddisfatta.
Supponiamo che lo stato oggetto di misurazione sia {\displaystyle \left|\psi \right\rangle =a\left|0\right\rangle +b\left|1\right\rangle }. Allora la probabilità di ottenere {\displaystyle \left|0\right\rangle } come risultato della misurazione è data da
{\displaystyle p\left(0\right)=\left\langle \psi \right|M_{0}^{\dagger }M_{0}\left|\psi \right\rangle =\left\langle \psi \right|M_{0}\left|\psi \right\rangle =\left|a\right|^{2}}.
Analogamente la probabilità di ottenere {\displaystyle \left|1\right\rangle } è data da
{\displaystyle p\left(1\right)=\left|b\right|^{2}}.
Lo stato del sistema dopo la misurazione sarà, nel primo caso
{\displaystyle {\frac {M_{0}\left|\psi \right\rangle }{\left|a\right|}}={\frac {a}{\left|a\right|}}\left|0\right\rangle }
mentre nel secondo avremo
{\displaystyle {\frac {M_{1}\left|\psi \right\rangle }{\left|b\right|}}={\frac {b}{\left|b\right|}}\left|1\right\rangle }
dove i coefficienti {\displaystyle {\frac {a}{\left|a\right|}}} e {\displaystyle {\frac {b}{\left|b\right|}}} sono fattori di fase che non incidono sullo stato del sistema e che possono essere, quindi, trascurati consentendoci di arrivare ai risultati attesi.
Per vedere meglio quanto affermato facciamo uso di vettori e matrici per rappresentare in maniera tradizionale gli stati e gli operatori in gioco.
Se definiamo
{\displaystyle \left|0\right\rangle =\left[{\begin{matrix}1\\0\\\end{matrix}}\right]} e {\displaystyle \left|1\right\rangle =\left[{\begin{matrix}0\\1\\\end{matrix}}\right]}, allora {\displaystyle \left|\psi \right\rangle =\left[{\begin{matrix}a\\b\\\end{matrix}}\right]}.
In questo modo i due operatori di proiezione diventano:
{\displaystyle M_{0}=\left|0\right\rangle \left\langle 0\right|=\left[{\begin{matrix}1\\0\\\end{matrix}}\right]\left[{\begin{matrix}1&0\\\end{matrix}}\right]=\left[{\begin{matrix}1&0\\0&0\\\end{matrix}}\right]}
e
{\displaystyle M_{1}=\left|1\right\rangle \left\langle 1\right|=\left[{\begin{matrix}0\\1\\\end{matrix}}\right]\left[{\begin{matrix}0&1\\\end{matrix}}\right]=\left[{\begin{matrix}0&0\\0&1\\\end{matrix}}\right]}.
La probabilità di ottenere {\displaystyle \left|0\right\rangle } sarà dunque
{\displaystyle p\left(0\right)=\left\langle \psi \right|M_{0}\left|\psi \right\rangle =\left[{\begin{matrix}a&b\\\end{matrix}}\right]\left[{\begin{matrix}1&0\\0&0\\\end{matrix}}\right]\left[{\begin{matrix}a\\b\\\end{matrix}}\right]=\left|a\right|^{2}}
che è quanto ci aspettavamo. Infine, lo stato del qubit dopo la misurazione sarà proprio
{\displaystyle {\frac {M_{0}\left|\psi \right\rangle }{\left|a\right|}}={\frac {1}{\left|a\right|}}\left[{\begin{matrix}1&0\\0&0\\\end{matrix}}\right]\left[{\begin{matrix}a\\b\\\end{matrix}}\right]={\frac {a}{\left|a\right|}}\left[{\begin{matrix}1\\0\\\end{matrix}}\right]={\frac {a}{\left|a\right|}}\left|0\right\rangle }.

### Quanta informazione può essere rappresentata da un qubit?
Paradossalmente ci sono un numero infinito di combinazioni lineari della base ortonormale così da permettere, almeno in linea di principio, la rappresentazione in un unico qubit di tutto lo scibile umano.
Ma è una conclusione erronea in virtù del comportamento del qubit in fase di misurazione. Va tenuto presente, infatti, che l'esito della misurazione dello stato di un qubit può essere soltanto {\displaystyle \left|0\right\rangle } oppure {\displaystyle \left|1\right\rangle }.
Di più, la misurazione del qubit ne cambia inesorabilmente lo stato, riducendo la sovrapposizione in uno dei due specifici stati rappresentati dai vettori della base computazionale così come prescritto dal terzo postulato.
Quindi, dalla misurazione di un qubit, è possibile ottenere la stessa quantità di informazione rappresentabile con un bit classico. Questo risultato è stato dimostrato rigorosamente dal Teorema di Holevo.

### Sovrapposizione e entanglement nell'informatica quantistica
Mentre il bit classico è immaginabile come una moneta che, una volta lanciata, cadrà a terra mostrando inesorabilmente una delle due facce, il qubit è immaginabile come una moneta che, una volta lanciata, cadrà a terra continuando a ruotare su sé stessa senza arrestarsi finché qualcuno non ne blocchi la rotazione, obbligandola a mostrare una delle sue facce.
Tuttavia la natura continua dello stato del qubit (che permette l'esistenza degli stati di sovrapposizione) non è l'unica caratteristica distintiva del qubit rispetto al cugino classico.
Nel pieno rispetto delle leggi della meccanica quantistica, una combinazione di più qubit è soggetta ad una caratteristica chiamata entanglement.
Il termine inglese letteralmente significa "ingarbugliamento", "intreccio". Una buona traduzione potrebbe essere "legatura": in condizione di entanglement, due qubit perdono la loro natura individuale per assumere una unità di coppia. In tale condizione lo stato di un qubit influenza lo stato dell'altro e viceversa.

### Rappresentazione geometrica del qubit
L'unico modo sinora individuato per fornire una efficace rappresentazione geometrica di un qubit consiste nella cosiddetta sfera di Bloch.
Formalmente il qubit, in quanto punto di uno spazio vettoriale bidimensionale a coefficienti complessi, avrebbe quattro gradi di libertà, ma la condizione di completezza da un lato e l'impossibilità di osservare il fattore di fase dall'altro li riducono a 2.
Dunque un qubit può essere rappresentato come punto sulla superficie di una sfera di raggio unitario.

## Ulteriori informazioni

### Gli "isotopi" del qubit
Analogamente, nel contesto della terminologia dell'informatica quantistica, un sistema a 3-stati è chiamato qutrit e un sistema a d-stati, qudit. Gli stati sono convenzionalmente rappresentati con i simboli {\displaystyle |0\rangle }, {\displaystyle |1\rangle }, {\displaystyle \dots } e {\displaystyle |d-1\rangle }. Nella spintronica, si usa il phit, bit di fase.

## Applicazioni pratiche
- 2001 - IBM all'Almaden Research Center crea un elaboratore quantistico a 7 qubit (Composto da una sola molecola con 7 spin nucleari).
- 2005 - Fisici dell'University of Arizona sono riusciti a misurare direttamente le variazioni subite dalla lunghezza d'onda di un atomo a contatto con una superficie.
- 2005, febbraio- Correlazione quantistica fra atomi artificiali.
- 2005, dicembre - Viene creato dagli scienziati dell'istituto di ottica quantistica e informatica quantistica dell'Università di Innsbruck in Austria il primo qubyte (8 qubit).
- I ricercatori dell'Università di Harvard e il Georgia Institute of Technology riescono a trasferire informazione quantistica tra memorie quantistiche, da atomi a fotoni e viceversa.
- 2006 - Peter Zoller, dell'Università di Innsbruck scopre un metodo per usare molecole polari criogeniche per rendere stabili le memorie quantistiche.
- Ricercatori giapponesi sviluppano un metodo per contare singoli elettroni .
- 2007, 13 febbraio - D-Wave Systems mostra pubblicamente quello che ritiene il primo computer quantistico adiabatico a 16 qubit.
- 2010 - Thomas Monz, Philipp Schindler, Julio Barreiro, Michael Chwalla, Daniel Nigg, William Coish, Maximilian Harlander, Wolfgang Hänsel, Markus Hennrich e Rainer Blatt dell'Istituto per la Fisica sperimentale dell'Università di Innsbruck, Austria, dell'Istituto per il Calcolo Quantistico e il Dipartimento di Fisica e Astronomia, dell'Università di Waterloo, Ontario, Canada, del Dipartimento di fisica della McGill University, Montréal, Québec, Canada e dell'Istituto per l'Ottica dei quanti e dell'Informazione quantistica, dell'Accademia austriaca delle scienze, Innsbruck, Austria inviano il 30 settembre 2010 al Physical Review Letters l'articolo in cui illustrano la realizzazione da parte loro di stati Greenberger-Horne-Zeilinger con fino a 14 qubit con atomi di calcio, pubblicato il 31 marzo 2011.
- 2011, 2 giugno - Venduto il primo computer quantistico D-Wave One alla compagnia Lockheed Martin Corporation di Bethesda, Maryland.
- 2012, aprile - Gli scienziati del Max Planck Institute, istituto Quantum Optics, riescono a creare la prima rete quantica funzionante.
- 2013, maggio - Google e NASA presentano il supercomputer quantistico D-Wave Two, che si trova nel Quantum Artificial Intelligence Lab, in California.
- 2017, maggio - IBM ha realizzato e reso operativi i due computer quantistici universali più potenti mai realizzati finora. I nuovi sistemi hanno rispettivamente 16 e 17 qubit.[2]
- 2019, ottobre - Google ha realizzato il computer quantistico più potente mai realizzato finora. Il nuovo sistema ha 54 qubit (di cui uno non funzionante). Tale computer quantistico è stato il primo ad aver raggiunto la quantum supremacy, ovvero la risoluzione in tempi ragionevoli di un problema matematico che i normali supercomputer risolverebbero in migliaia di anni di computazione. Il computer quantistico di Google ci ha impiegato 200 secondi. IBM, dal canto suo, ha subito risposto che lo stesso problema è risolvibile dal loro supercomputer tradizionale in 2 giorni e mezzo con una piccola modifica.[3]
- 2020, aprile - QuTech lancia Quantum Inspire, il primo processore quantistico basato su "spin qubits" controllati dalla tecnologia lock-In amplifier.[4]
- 2021, novembre - IBM annuncia la realizzazione di Eagle, il nuovo computer quantistico più potente mai realizzato finora. Il processore Eagle ha 127 qubit e “il numero di bit classici necessari per rappresentare uno stato sul processore a 127 qubit supera il numero totale di atomi che compongono gli oltre 7,5 miliardi di persone presenti sulla Terra“.[5]
- 2022: i ricercatori del Tsinghua University's Center for Quantum Information dimostrano che i due tipi di qubit possono essere codificati da un singolo ione.[6]
- 2022, IBM annuncia la realizzazione di Osprey, il nuovo computer quantistico più potente mai realizzato. Il processore ha 433 qubit.[7]

### Computazione quantistica
- Barenco, Adriano - Quantum Computation: an introduction (Introduction to quantum computation and information pag. 143)
- Barenco, Adriano / Bennett, Charles H. / Di Vincenzo, David P. / Shor, Peter et al. - Elementary gates for quantum computation (Physical Rev. A vol. 52 n. 5 11/1995 pag. 3457)
- Braunstein, Samuel - Quantum computation tutorial (https://web.archive.org/web/20020806210415/http://www.sees.bangor.ac.uk/~schmuel/home.html)
- Di Vincenzo, David - Quantum computation (Science vol. 270 10/1995 pag. 255)
- Ekert, Artur - Basic concepts in quantum computation (https://arxiv.org/abs/quant-ph/0011013)
- Ekert, Artur / Jozsa, Richard - Quantum computation and Shor's factoring algorithm (Rev. of Modern Physics vol. 68 n. 3 06/1996 pag. 733)
- Lloyd, Seth - Calcolatori quantistici (Le Scienze Quaderni n. 112 02/2000 pag.80)
- Nielsen, Michael A. / Chuang, Isaac L. - Quantum computation and quantum information
- Rasetti, Mario - Dal bit al qubit: per sfidare la complessità (Le Scienze n. 385 09/2000 pag. 82)
- Steane, Andrew - Quantum computing (https://arxiv.org/abs/quant-ph/9708022)

### Meccanica quantistica
- Dirac, P. A. M. - Lectures on Quantum Mechanics
- Ghirardi, Gian Carlo - Un'occhiata alle carte di Dio
- Pauli, Wolfgang - Ottica e Teoria degli Elettroni
- Spolskij, E. V. - Fisica atomica

### Computazione classica
- Aho, Alfred V. / Ullman, Jeffrey D. - Fondamenti di informatica
- Garey Michael R. / Johnson David S. - Computers and intractability
- Lewis, Harry L. / Papadimitriou Christos H. - Elements of the theory of computation

### Matematica
- Paul Halmos - Finite dimensional vector space
- Halmos, Paul R. - Measure theory
- Andrej Nikolaevič Kolmogorov - Foundations of the theory of probability
- Kolmogorov, A. N. / Fomin, S. V. - Elementi di teoria delle funzioni e di analisi funzionale
- Najmark, M. A. / Stern A. I. - Teoria delle rappresentazioni dei gruppi
- Walters R. F. C. - Number theory: an introduction